# Halichaetonotus thalassopais
Halichaetonotus thalassopais is een buikharige uit de familie Chaetonotidae. Het dier komt uit het geslacht Halichaetonotus. Halichaetonotus thalassopais werd in 1992 voor het eerst wetenschappelijk beschreven door Hummon, Balsamo & Todaro. 